# Villegly
 Villegly  es una población y comuna francesa, en la región de Languedoc-Rosellón, departamento de Aude, en el distrito de Carcasona y cantón de Conques-sur-Orbiel.

## Demografía
| 524 | 514 | 449 | 532 | 611 | 747 |
| Para los censos de 1962 a 1999 la población legal corresponde a la población sin duplicidades (Fuente: INSEE [Consultar]) |     |     |     |     |     |